# Kollagen-Typ 25α1
Kollagen Typ XXV, alpha 1 ist ein Kollagen mit Transmembrandomänen, das vom Gen COL25A1 codiert wird. Es bildet Homotrimere, die wiederum Kollagenfibrillen vom Typ XXV formen.

## Eigenschaften
Durch Proteolyse von Kollagen XXV entsteht ein Protein namens CLAC (engl. collagenous Alzheimer amyloid plaque component), das sich an β-Amyloid-Peptiden in senilen Plaques binden kann. Des Weiteren bevorzugt CLAC eher die Inhibition als die Unterstützung der Elongation von amyloiden Fibrillen. Außerdem fügt es amyloide Fibrillen mit Protease-resistenten Aggregaten zusammen und kann Heparin binden.
Mutationen im Gen COL25A1 können zur kongenitalen Fibrose der extraokularen Muskeln (Typ 5) und zur kongenitalen Ptosis führen.